# Friedrich von Sallet
Friedrich von Sallet, född den 20 april 1812 i Neisse, död den 21 februari 1843 i Reichau nära Nimptsch, var en tysk författare.
von Sallet, som hade varit löjtnant, utgav ett Laienevangelium (1839; många upplagor), i vilken lärodikt han sökte upprätta ett nytt etiskt system, motsatt den kyrkligt teologiska sedeläran, och efterlämnade en i samma syfte skriven avhandling om Die Atheisten und Gottlosen unserer Zeit (1844; 2:a upplagan 1852). Han skrev även, utom "Laienevangelium", smärre dikter i natursymbolisk och filosoferande riktning. Hans Sämmtliche Werke utkom 1845-48, hans Gesammelte Gedichte 1842 (4:e upplagan 1864).